# Уштулу
Уштулу́ — ущелье и одноимённая долина в верховьях Черекского ущелья Кабардино-Балкарии. В советское время через урочище проходил плановый Всесоюзный туристский маршрут № 87, кроме этого снежный покров за последние годы (2011-2024) снежный покров увеличивается с каждым годом на 0,72 см, а уровень реки "буктул" поднялся на 2 метра, что привело к размыву тесины одноименного названия 

## География
Долина Уштулу находится в 25 км от селения Верхняя Балкария за пограничной заставой Пограничной службы ФСБ России.

## Флора и фауна
В ущелье Уштулу можно увидеть тура, краснокрылого стенолаза, грифа-ягнятника, исчезнувшего в Западной Европе. Растительность представлена сосной, березой, кленом, лещиной, облепихой, барбарисом, можжевельником, шиповником и дикой малиной. В урочище имеются источники минеральной воды.

## Инфраструктура
До 1990-х годов урочище Уштулу пользовалось популярностью у советских и зарубежных альпинистов: минуя долину, проходили маршрут в Грузию через перевал Гезевцек. Здесь была построена лечебница с целебными нарзанными ваннами, а в приюте «Северный» туристы останавливались набраться сил перед прохождением перевала. Однако с распадом СССР урочище было запущено, с тех пор здесь появлялись только пограничники либо чабаны, пасущие стада коров и овец. 
С течением времени автомобильную дорогу, ведущую к долине, размыло. Добраться на транспорте в эти места стало невозможно. В 2010 году восстановлением дороги заинтересовались частные меценаты, которые частично её отремонтировали. В 2013 году правительство КБР выделило деньги на ремонт дороги, в октябре того же года трасса Урвань-Уштулу была восстановлена: там, где позволили условия, постелили асфальт, установили металлические отбойники и бетонные ограждения.